# Nouria Mérah-Benida
Nouria Mérah-Benida (født 19. oktober 1970 i Algier) er en algerisk Mellemdistanceløber. Under Sommer-OL 2000 i Sydney vandt hun noget overaskende en guldmedalje under 1500-meter-løb foran de to rumænere Gabriela Szabó og Violeta Szekely.